# Maxi Priest

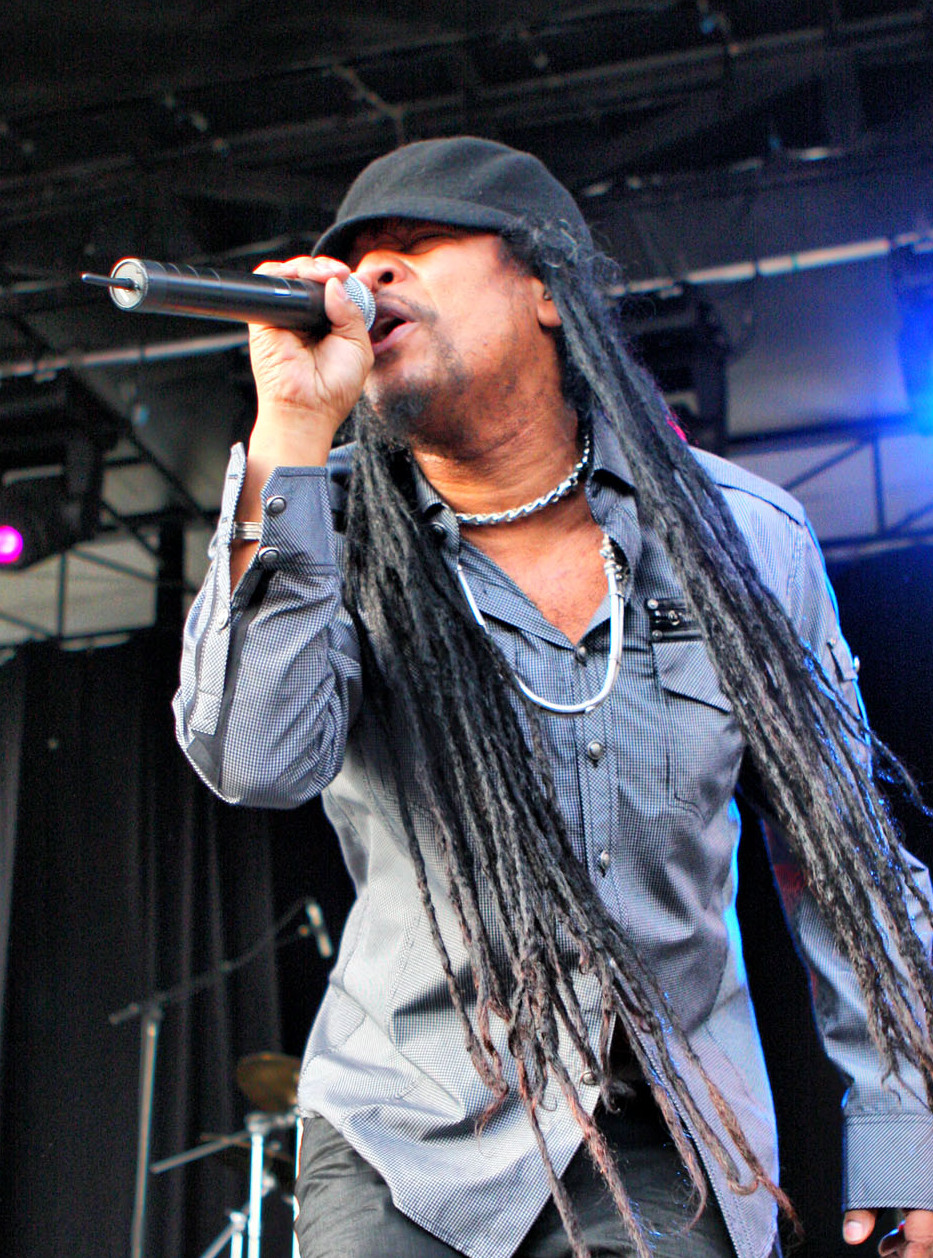
Maxi Priest at Raggamuffin Music Festival 2011

Maxi Priest (urodzony jako Max Alfred Elliott 10 czerwca 1961 roku w Lewisham, Londyn) – brytyjski wokalista i autor piosenek reggae. Nagrał 9 albumów i 2 kompilacje. Jego największe przeboje to 'Wild World',  "Strollin' On", "In The Springtime", "Close to you" i "Human Work Of Art".

## Dyskografia

### Albumy studyjne
- You're Safe (1985)
- Intentions (1986)
- Maxi Priest (1988)
- Bonafide (1990)
- Fe Real (1992)
- Man With The Fun (1996)
- CombiNation (1999)
- 2 The Max (2005)
- Refused (2007)

### Kompilacje
- Best of Me (1991)
- Collection (2000)